# Normandie-Klasse
Die Normandie-Klasse war eine Klasse von fünf Schlachtschiffen der französischen Marine, deren Bau 1913 und 1914 begonnen wurde, die jedoch, mit Ausnahme der Béarn, die als Flugzeugträger fertiggestellt wurde, wegen des Ersten Weltkriegs nicht fertig gebaut wurden.

## Baugeschichte

### Planung
Die Planungen der Normandie-Klasse, deren Schiffe nach französischen Landschaften Normandie, Languedoc, Flandre, Gascogne und Vendée benannt werden sollten, begannen 1911, bedingt durch die internationalen Flottenrüstungsanstrengungen der Zeit.
Bei der Klasse entschied sich die Marine, entgegen dem internationalen Trend zur Kalibersteigerung der Schweren Artillerie, beispielsweise in Großbritannien von 34,3 cm bei der 1909 auf Kiel gelegten Lion-Klasse auf 38,1 cm bei der 1912 begonnenen Queen-Elizabeth-Klasse, das Kaliber der vorangegangenen Bretagne-Klasse beizubehalten. Um dennoch die Feuerkraft beizubehalten oder zu steigern, wurden Planungen für Schiffe mit mindestens 10 schweren Geschützen durchgeführt, wobei die Direction centrale des constructions navales die Varianten mit fünf Zwillingstürmen, ähnlich der Vorgängerklasse, oder drei Vierlingstürmen, eine Weltneuheit, ausarbeitete. Die Geschütze sollten in beiden Varianten in der Symmetrieachse aufgestellt werden. Am 8. Juli 1912 fiel die Entscheidung für die zweite Variante aufgrund der Gewichtsvorteile von drei gegenüber fünf Türmen und der Vorteile wegen des geringeren zu panzernden Raumes.
Zudem entschied man sich aufgrund der bisherigen, nicht zufriedenstellenden, Erfahrungen mir Turbinenantrieben für einen gemischten Antrieb aus Turbinen und Dreifachexpansionsmaschinen.
Die ersten vier Schiffe wurden 1913, das fünfte 1914 bewilligt.

### Bau
Die Schiffe wurden auf verschiedenen Werften gebaut. Ihr Baubeginn war 1913 und 1914, sie sind zwischen 1914 und 1920 vom Stapel gelaufen, wurden mit Ausnahme der Béarn, des fünften Schiffs, nicht fertiggestellt und 1923 bis 1927 abgewrackt. Die Béarn wurde von 1923 bis 1927 als Flugzeugträger fertiggestellt, aber bereits am 1. September 1926 in Dienst gestellt. 1943 wurde sie zum Flugzeugtransporter umgebaut.

## Technische Beschreibung

### Abmessungen

#### Als Schlachtschiff
Die Schiffe sollten über alles 176,4 m lang und 27 m breit sein sowie einen Tiefgang von 8,7 m haben. Die Konstruktionsverdrängung sollte 25.634 t (25.230 long tons), die Maximalverdrängung 27.940 t (27.500 ts) betragen.

#### FlugzeugträgerBéarn
Die Béarn war über alles 176,4 m lang, 35,2 m breit und hatte einen Tiefgang von 9,3 m. Hierbei hatte sie eine Standardverdrängung, die bei den anderen Schiffen nicht festgesetzt wurde, da sie erst mit dem Washingtoner Flottenvertrag von 1923 eingeführt wurde, von 28.241 t (21.796 ts) und eine Maximalverdrängung von 28.398 t (27.951 ts).

### Antrieb

#### Als Schlachtschiff
Vorgesehen waren vier Antriebswellen. Die Antriebsanlagen der ersten vier Schlachtschiffe sollten aus zwei Turbinen, die auf die beiden innenliegenden Wellen mit 3,34 m durchmessenden Dreiblattschrauben wirken und lediglich zur Vorwärtsfahrt eingesetzt werden, und zwei Dreifachexpansionsmaschinen, die auf die beiden äußeren Wellen mit 6,37 m großen Vierblattschrauben, die zur Marsch- und Rückwärtsfahrt eingesetzt werden sollten, bestehen. Der Dampf sollte bei den ersten beiden Schiffen von 21 kohle- und zusätzlich ölgefeuerten Gyot du Temple-Kesseln, bei dem dritten und vierten Schiff von 28 kohle- und zusätzlich ölgefeuerten Belleville-Kesseln geliefert werden. Beim fünften Schiff waren vier Turbinen, die auf vier Wellen mit 3,34 m großen Dreiblattschrauben wirken, vorgesehen. Hier sollte der Dampf von 21 kohle- und zusätzlich ölgefeuerten Niclausse Kesseln erzeugt werden.
Mit den Antriebsanlagen sollte eine Leistung von 40.000 WPS und eine Geschwindigkeit von 40 km/h (21,5 kn) erreicht werden.
Als Brennstoffvorräte waren normalerweise 914 t (900 ts) Kohle und 305 t (300 ts) Öl vorgesehen, die sich auf maximal 2.743 t (2.700 ts) Kohle erhöhen lassen sollten, womit eine Fahrstrecke von 12.223 km (6.600 sm) bei 22 km/h (12 kn) erreicht werden sollte.
Für den Rauchabzug waren zwei Schornsteine geplant.
Zur Steuerung waren zwei parallele Ruder vorhanden.

#### FlugzeugträgerBéarn
Die Béarn erhielt letztlich nicht den vorgesehenen reinen Turbinenantrieb, sondern die für das erste Schiff vorgesehene gemischte Antriebsanlage. Hiermit erreichte sie eine Antriebsleistung von insgesamt 37.000 WPS und eine Geschwindigkeit von 40 km/h (21,5 kn).
Ihr Brennstoffvorrat betrug gewöhnlich ebenfalls 914 t (900 ts) Kohle und 305 t (300 ts) Öl, konnte aber auf bis zu 2195 t (2.160 ts) Öl gesteigert werden, womit eine Fahrstrecke von 11.112 km (6.000 sm) bei 19 km/h (10 kn) erreichbar war.
Der Rauchabzug erfolgte durch einen in die seitliche Insel integrierten länglichen Schornstein.
Auch sie verfügte über zwei parallele Ruder.

### Bewaffnung
Quelle:

#### Als Schlachtschiff

##### Hauptbewaffnung
Als Hauptbewaffnung sollten die Schiffe über zwölf 34 cm SK L/55, die 554 kg schwere Granaten 16 km weit schießen konnten, verfügen. Die Kadenz betrug zwei Schuss pro Minute. Sie sollten in drei Vierlingstürmen, eine Neuheit, die bei der Schweren Artillerie später lediglich in drei weiteren Klassen angewandt wurde, in der Symmetrielinie aufgestellt werden. In diesen Türmen sollten die Geschütze in zwei Zweiergruppen, getrennt durch ein Panzerlängsschott, aufgestellt werden. Der Grund zum Übergang zum Vierlingsturm liegt in zwei Tatsachen begründet. Erstens wiegen drei Vierlingstürme nach Berechnungen 650 t weniger als fünf Zwillingstürme, weshalb trotz höherer Feuerkraft ein geringeres Gewicht aufzuwenden ist. Zum anderen kann durch den geringeren Platzbedarf der drei Türme gegenüber fünf die Ausdehnung der Zitadelle, des schwer gepanzerten Bereichs des Schiffsrumpfes, in dem sich die lebenswichtigen Einrichtungen, die Kessel- und Maschinenräume sowie die Munitionskammern, die sog. Vitalia, befinden, verringert werden. Dies ermöglicht hierfür größere Panzerdicken.
Von den drei Türmen sollte der erste vor dem Brückenaufbau, der zweite zentral zwischen dem hinteren Schornstein und einer kurzen Stenge sowie, im Rumpf, den Maschinenräumen, und der dritte auf dem Achterdeck aufgestellt werden. Dies hätte Beschuss nach vorne oder achtern mit vier Geschützen, Breitseiten mit zwölf Geschützen ermöglicht. Zudem wäre der Bestreichungswinkel des Mittelturms nach achtern groß gewesen.

##### Mittelartillerie
Die Mittelartillerie sollte aus 24 13,86 cm SK L/55 modéle 1910 bestehen, die 39,5 kg schwere Granaten bei einer maximalen Rohrerhöhung von 25° 16,1 km weit schießen konnten und eine Kadenz von fünf bis sechs Schuss pro Minute erreichten. Sie sollten seitlich ein Kasematten aufgestellt werden.

##### Flugabwehr
Als Flugabwehr waren vier 4,7-cm-Geschütze vorgesehen, die mittschiffs einzeln an Deck aufgestellt werden sollten.

##### Torpedobewaffnung
Als Torpedobewaffnung waren sechs seitlich unter Wasser installierte Torpedorohre für 45-cm-Torpedos vorgesehen.

##### Feuerleiteinrichtungen, Entfernungsmesser etc.
Zur Beobachtung sollten Plattformen am Hauptmast und Scheinwerfer genutzt werden. Zudem war auf dem Hauptturm, in dem sich der Kommandostand befand, ein Entfernungsmesser vorgesehen sowie im Kommandostand die Feuerleitung. Im vorderen Geschützturm war ein Reserveschiffsführungsstand vorgesehen.
Bei Diskussionen, ob die Schiffe mit Änderungen fertiggestellt werden sollten, wurden Änderungen der Entfernungsmessung und Feuerleitung sowie der Einbau eines anderen Mastes sowie die Mitnahme eines Beobachtungsflugzeugs erwogen.

#### Flugzeugträger Béarn

##### Mittelartillerie
Die Mittelartillerie bestand aus acht 15,5 cm L/55 in Kasematten nahe des Bugs und am Heck. Sie wurden beim Umbau zum Flugzeugtransporter 1943 entfernt.

##### Flugabwehr
Die Flugabwehr bestand zu Beginn aus sechs 7,5 cm L/50-Geschütze modéle 1924, die 5,9 kg schwere Geschosse 15 km weit oder 10 km hoch verschießen konnten. Ihr Höhenrichtbereich betrug −10° (leicht nach unten, z. B. zur Bekämpfung niedrig fliegender Torpedobomber) bis +90° (senkrecht nach oben), die Kadenz 15 Schuss pro Minute. Sie waren einzeln in Schwalbennestern seitlich unterhalb des Flugdecks in der Nähe des Bugs und Hecks aufgestellt und durch Schilde geschützt.
Zusätzlich waren leichte Flak und zwölf Fla-MG vorhanden.
Beim Umbau 1943 wurde die bisherige Flugabwehrbewaffnung entfernt und durch vier 12,7-cm-Flak US-amerikanischer Bauart, 24 4 cm L/56 Vierlingsgeschütze Modell Bofors, die 0,9 kg schwere Geschosse 10,1 km weit oder mit 85° Rohrerhöhung nach oben bei einer Kadenz von 85 Schuss pro Minute verschießen konnten, und 26 2-cm-Geschütze ersetzt. Sie waren ebenfalls unterhalb des Flugdecks aufgestellt.

##### Torpedos
Die Béarn verfügte über vier seitlich über Wasser platzierte 55-cm-Torpedorohre. Sie wurden vermutlich 1943 entfernt.

##### Flugzeuge und Flugeinrichtungen
Die Béarn konnte 36 bis 42 Flugzeuge in zwei Hallendecks, die über drei Aufzüge mit dem Flugdeck verbunden waren, mitführen. Das Flugdeck war etwa 183 m lang und 31 m breit sowie 15,25 m über der Wasserlinie. Ein Katapult war nicht vorhanden.
Die Insel und der Schornstein sowie die Masten und als Flugzeugträger ein, als -transporter zwei Kräne waren an Backbord jenseits des Flugdecks angebracht. Beim Umbau wurde das Flugdeck an Bug und Heck gekürzt.

### Panzerung

#### Als Schlachtschiff
Die Panzerung sollte aus einem Seitenpanzer, Panzerquerschotten, die ihn vorne und hinten abschließen, und einem auf dem Seitenpanzer aufsetztendem Zitadallpanzer, der auch die Kasematten der Mittelartillerie deckt, bestehen. Als Horizontalpanzer waren zwei Panzerdecks, von denen das untere mit Böschungen mit dem Seitenpanzer verbunden werden sollte, vorgesehen. Der Unterwasserschutz sollte durch ein Torpedoschott gewährleistet werden. Für die Geschütztürme der Schweren Artillerie und den Kommandostand waren zusätzliche Panzerungen vorgesehen.
Die einzelnen Panzerstärken sollten betragen:
- Seitenpanzer:
  - im Bereich der Vitalia zwischen vorderem und achternem Geschützturm: 300 mm
  - am Bug: 180 mm
  - am Heck: 120 mm
- Panzerquerschotten: unbekannt
- Zitadellpanzer: 180 mm
- Horizontalpanzer:
  - oberes Panzerdeck: 50 mm
  - unteres Panzerdeck: 50 mm
  - Böschungen: 70 mm
- Torpedoschott: unbekannt
- Geschütztürme:
  - Stirnseite: 340 mm
  - Seiten: 250 mm
  - Decke: 100 mm
  - Panzerlängsschott in den Türmen: unbekannt
  - Barbetten: 284 mm
- Kommandoturm:
  - Kommandostand: 300 mm
  - Röhre, die den Kommandostand mir den Panzerdecks verbindet: unbekannt

Somit wies die ursprüngliche Konstruktion der Panzerung große Ähnlichkeiten mit der der vorhergehenden Bretagne-Klasse auf, teils mit leicht abweichenden Panzerstärken.

#### FlugzeugträgerBéarn
Sie verfügte über einen durchgehend gleich starken Seitenpanzer, ein gepanzertes Flugdeck, ein Panzerdeck und gepanzerte Kasematten der Mittelartillerie sowie vermutlich das Torpedoschott.
Die Panzerstärken betrugen:
- Seitenpanzer: durchgehend 83 mm
- Flugdeck: 25 mm
- Panzerdeck: 24 mm bis 120 mm
- Kasematten: 70 mm
- Torpedoschott: unbekannt

Somit war die Panzerung, vor allem die Seitenpanzerung gegen relativ nahes Artilleriefeuer, weit schwächer als die, die für die Schlachtschiffe vorgesehen war. Im Gegensatz dazu war die Horizontalpanzerung teils stärker als ursprünglich vorgesehen.

### Schutzsysteme
Als Unterwasserschutz war ein, durch das Torpedoschott abgetrennter, Expansionsraum für die Explosionswucht und -gase von etwa 3 m Breite auf jeder Seite vorgesehen. Es ist zu vermuten, dass auch die Béarn damit ausgestattet war.
Vor der Entscheidung, alle Schiffe außer der Béarn abzuwracken, wurde überlegt, den Unterwasserschutz durch den Anbau eines etwa 1 m breiten Torpedowulstes auf jeder Seite zu verbessern.

### Besatzung

#### Als Schlachtschiff
Die Besatzung sollte aus 1200 Mannschaften und Offizieren bestehen.

#### FlugzeugträgerBéarn
Bei ihr bestand die Besatzung aus 875, nach dem Umbau vermutlich 651, Personen.

## Einzelne Einheiten und Verbleib
Quelle:

### Normandie
- Kiellegung am 18. April 1913 bei Al. & Ch. de la Loire, St. Nazaire
- Stapellauf am 19. Oktober 1914
- danach Einstellung der Arbeiten, etwa zu 2/3 fertiggestellt
- Kessel für Torpedoboote, Maschinen für Béarn demontiert
- 1922 gestrichen
- 1924/1925 abgewrackt

### Languedoc
- Kiellegung am 18. April 1913 bei F. & Ch. de la Gironde, Bordeaux
- Stapellauf am 1. Mai 1915
- danach Einstellung der Bauarbeiten, etwa zu 50 % fertiggestellt
- 1922 gestrichen
- 1925 vor Abwracken gesunken und wieder gehoben
- ab 1929 abgewrackt

### Flandre
- Kiellegung am 1. Oktober 1913 bei Arsenal de Brest
- Stapellauf am 20. Oktober 1914
- danach Bau eingestellt, bis dahin etwa zu 60 % fertiggestellt
- Kessel für andere Schiffe verwendet
- 1922 gestrichen
- ab 1924 abgewrackt

### Gascogne
- Kiellegung am 1. Oktober 1913 bei Arsenal de Lorient
- Stapellauf am 20. September 1914
- danach Arbeiten eingestellt, bis dahin zu etwa 60 % fertiggestellt
- 1922 gestrichen
- 1923/1924 abgewrackt

### Béarn
- ursprünglich vorgesehener Name: Vendée
- Kiellegung am 10. Januar 1914 bei F. & Ch. de la Méditerranée, La Seyne (neben Paris und Bretagne eines von drei auf der Werft am Mittelmeer gebauten französischen Schlachtschiffen)
- Stapellauf im April 1920 nach einem Baustopp im August 1914, da lediglich zu etwa 20 % fertiggestellt (deshalb kein Stapellauf und damit Freimachen der Helling in absehbarer Zeit)
- ab 4. August 1923 zum Flugzeugträger umgebaut
- am 1. September 1926 in Dienst gestellt
- im Mai 1927 fertiggestellt, bis dahin Bauzeit inklusive Baupause 13 Jahre
- im Juni 1940 nach Fort de France auf Martinique vor dem deutschen Einmarsch in Frankreich entkommen und demilitarisiert
- 1943 in New Orleans zum Flugzeugtransporter umgebaut
- ab Oktober 1945 in Französisch-Indochina im Einsatz
- später Einsatz als Schulhulk
- anschließend Depotschiff in Toulon
- 1967 abgewrackt

## Vergleich mit anderen zeitgemäßen Schiffen
Quelle:

### Als Schlachtschiff
Ein Vergleich der Normandie-Klasse mit den Schlachtschiffen der anderen Seemächte, die etwa zur gleichen Zeit begonnen wurden, zeigt, dass sie sich hinsichtlich der Schweren Artillerie im mittleren Bereich des zu der Zeit üblichen befand. Nur die 1910 begonnene österreichisch-ungarische Tegetthoff-Klasse und die russische Imperatriza-Marija-Klasse, begonnen 1911, waren mit einer Armierung mit zwölf 30,5-cm-SK schwächer bewaffnet. Die US-amerikanische Pennsylvania-Klasse und die japanische Fusō-Klasse waren mit zwölf 35,6-cm-SK ähnlich stark bewaffnet. Großbritannien, Italien und das Deutsche Reich waren beim Übergang zum 38-cm- bzw. 38,1-cm-Kaliber.
Hinsichtlich der Seitenpanzerung befand sie sich ebenfalls im Durchschnitt.
Bezüglich der Verdrängung und damit der Größe befand sie sich im unteren Bereich, lediglich die Viribus Unitis-Klasse und die Imperatritsa Marija-Klasse verdrängten weniger, die Schiffe der anderen Seemächte jedoch teils erheblich mehr. Dies ist wohl auch auf die gewichtssparende Aufstellung der Schweren Artillerie zurückzuführen.
Die Geschwindigkeit lag im normalen Bereich, abgesehen von der schnellen japanischen Fuso-, britischen Queen Elizabeth- und der italienischen, nicht fertiggestellten Francesco Caracciolo-Klasse.
Überdurchschnittlich stark war ihre Mittelartillerie, deren Stückzahl von keiner anderen Klasse erreicht wurde.
Auch die Fahrstrecke war relativ hoch.
Revolutionär war die erstmalige Verwendung von Vierlingstürmen, nachdem erst bei der 1909 auf Kiel gelegten italienischen Dante Alighieri erstmals Drillingstürme umgesetzt wurden.

### FlugzeugträgerBéarn
Gegenüber den anderen nach dem Ersten Weltkrieg fertiggestellten Flugzeugträgern ist die relativ geringe Geschwindigkeit von 40 km/h (21,5 kn) auffällig. Sie liegt wohl darin begründet, dass die meisten anderen Flugzeugträger durch den Umbau von schnelleren Schlachtkreuzern entstanden, etwa die amerikanische Lexington und Saratoga.
Die Anzahl der Flugzeuge lag im mittleren Bereich zwischen der US-amerikanischen Lexington und Saratoga mit 90 bis 120 und der japanischen Hōshō mit 15, etwa im Bereich der britischen Corageous und Glorious.

## Folgeentwicklungen
Vor dem Ersten Weltkrieg war der Bau einer weiteren Klasse von vier Schlachtschiffen und einer Schlachtkreuzerklasse vorgesehen, die nicht umgesetzt wurden. Während für die Lyon-Klasse genannten Schlachtschiffklasse bereits die endgültigen Eigenschaften festgelegt wurde, auch wenn sie nicht zu Ende konstruiert wurde, wurden die Spezifikationen der Schlachtkreuzerklasse nicht beschlossen, hier wurde noch nicht die endgültige Festlegung aus vier Entwürfen getroffen.

### SchlachtschiffprojektLyon-Klasse
Diese Schiffe sollten bei einer Länge von 185 m, einer Breite von 28 m und einem Tiefgang von 8,65 m eine Verdrängung von 27.940 t (27.500ts) aufweisen. Für den Antrieb war eine Vierwellenanlage mit Turbinen und Dreifachexpansionsdampfmaschinen mit Kohle- und Ölfeuerung vorgesehen, die 44.000 WPS und etwa 43 km/h ermöglichen sollte. Bewaffnet werden sollten sie mit 16 34-cm-SK in vier Vierlingstürmen, von denen sich einer am Bug, einer mittschiffs und zwei überfeuernd am Heck befinden sollten, zudem mit 24 13,86-cm-SK, die in Kasematten aufgestellt werden sollten, Flugabwehrkanonen und Torpedorohren. Die Panzerung sollte der der Normadie-Klasse ähnlich sein, der Unterwasserschutz jedoch neu sein. Somit erscheint die Lyon-Klasse als Vergrößerung der Normandie-Klasse. Als Namen waren Lyon, Lille, Duquesne und Tourville vorgesehen.

### Schlachtkreuzerprojekt
Für einen eventuellen Bau von Schlachtkreuzern entstanden 1913 Entwürfe der Konstrukteure Durand-Viel und Gille, wobei sich Durand-Viels Entwurf in drei Varianten aufteilte. Es erfolgte bis zum Ausbruch des Ersten Weltkriegs keine Festlegung auf einen dieser Entwürfe als Ausgangspunkt für die Konstruktion eines Schlachtkreuzertyps und es erfolgte keine Baubewilligung.
Die Merkmale der einzelnen Entwürfe waren:

#### Projekt Durand-Viel 1
Dieser Entwurf sah ein Schlachtschiff mit einem Deplacement von 29.464 t (29.000 ts) bis 32.512 t (32.000 ts), einer Bewaffnung von neun oder zehn 38 cm-SK oder 16 34 cm-SK und einer mit der Normandie-Klasse vergleichbaren Panzerung vor.

#### Projekt Durand-Viel 2
Dieser Entwurf sah ein Schnelles Schlachtschiff mit einer Verdrängung von 27.940 t (27.500 ts) und einer Bewaffnung von 14 34 cm-SK oder zehn 38 cm-SK vor.

#### Projekt Durand Viel 3
Dieser Entwurf eines Schlachtkreuzers unterschied sich in zwei Untervarianten. Während Variante A eine Geschwindigkeit von 50 km/h (27 kn) und eine Bewaffnung von acht 34 cm-SK in zwei Vierlingstürmen erhalten sollte, sollte die Geschwindigkeit bei Projekt B 48 oder 50 km/h (26 bzw. 27 kn) betragen und die Bewaffnung aus acht 37 cm-SK, ebenfalls in zwei Vierlingstürmen, bestehen. Beide Projekte sollten eine Panzerung ähnlich der der Normandie-Klasse erhalten.

#### Projekt Gille
Dieser Entwurf eines Schnellen Schlachtschiffs sollte eine Geschwindigkeit von 52 km/h (28 kn), eine Bewaffnung von zwölf 34-cm-SK in einem Vierlingsturm auf dem Vorschiff und zwei in überfeuernder Aufstellung am Heck und eine Panzerung mit einem bis zu 270 mm starken Seitenpanzer erhalten.